# Јеманлићи
Јеманлићи је насељено место у Босни и Херцеговини у општини Доњи Вакуф. Административно припада Федерацији Босне и Херцеговине, односно њеном Средњобосанском кантону. Према попису становништва из 2013. у насељу је живело 220 становника, а већину популације чинили су Бошњаци.

## Становништво
По последњем службеном попису становништва из 2013. године у насељу Јеманлићи живело је 220 становника. Етничку већину у селу чине Бошњаци, а пре рата село је било етнички хетерогено
| Националност | 2013. | 1991.        | 1981.        | 1971.        |
| Бошњаци      | —     | 166 (49,26%) | 146 (47,71%) | 118 (49,79%) |
| Срби         | —     | 101 (29,97%) | 102 (33,33%) | 48 (20,25%)  |
| Хрвати       | —     | 61 (18,10%)  | 57 (18,63%)  | 71 (29,26%)  |
| Југословени  | —     | 8 (2,37%)    | —            | —            |
| остали       | —     | —            | —            | —            |
| Укупно       | 220   | 337          | 306          | 237          |